# Regula

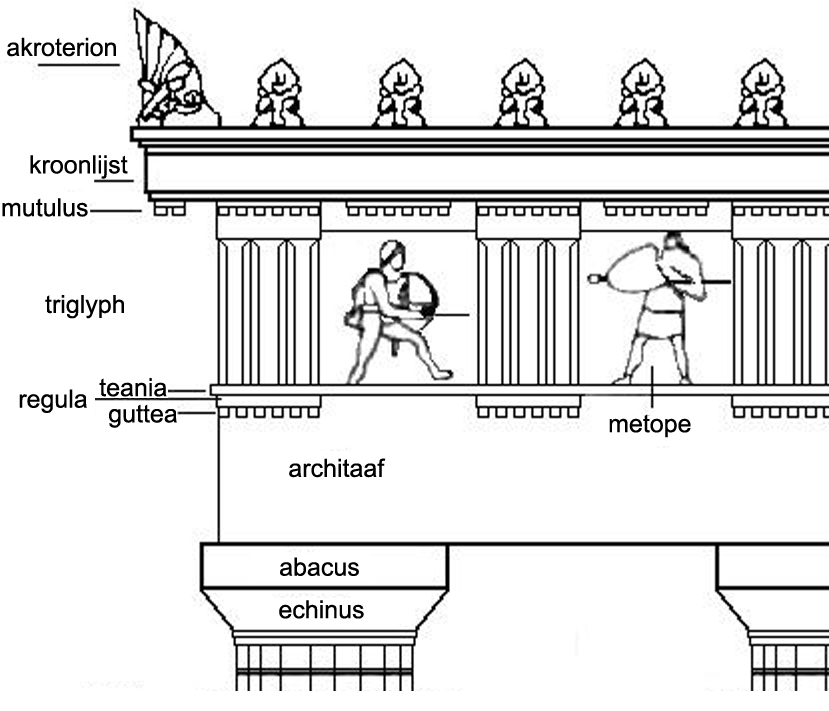
Detaillering hoofdgestel Griekse tempel

De regula werd toegepast in de Dorische orde. De regula is de plaat onder het triglief die van het triglief gescheiden wordt door de taenia. Onder de regula werden guttae, druppels, geplaatst ter versiering van deze plaat.
De regula vertoont enige verwantschap met de mutulus, de plaat die onder de kroonlijst werd geplaatst. Ook de mutulus werd versierd met guttae.